# Einzigenhof
Einzigenhof ist ein Wohnplatz der Gemeinde Seybothenreuth im Landkreis Bayreuth (Oberfranken, Bayern).

## Geografie
Die Einöde liegt am Mühlbach, einem rechten Zufluss des Laimbachs. 100 Meter nördlich steht eine Eiche, die als Naturdenkmal ausgezeichnet ist. Eine Gemeindeverbindungsstraße führt nach Seybothenreuth (0,7 km nordwestlich) bzw. zu einer Gemeindeverbindungsstraße bei der Petzelmühle (0,5 km südlich).

## Geschichte
Einzigenhof gehörte zur Realgemeinde Wallenbrunn. Gegen Ende des 18. Jahrhunderts bestand Einzigenhof aus einem Anwesen. Die Hochgerichtsbarkeit stand dem bayreuthischen Stadtvogteiamt Bayreuth zu. Das Kloster Speinshart war Grundherr des Hofes.
Von 1797 bis 1810 unterstand der Ort dem Justiz- und Kammeramt Bayreuth. Mit dem Gemeindeedikt wurde Einzigenhof dem 1812 gebildeten Steuerdistrikt Seybothenreuth und der zugleich gebildeten Ruralgemeinde Wallenbrunn zugewiesen. Mit dem Gemeindeedikt von 1818 erfolgte die Eingemeindung nach Seybothenreuth.

### Einwohnerentwicklung
| Jahr      | 001818 | 001861 | 001871 | 001885 |
| Einwohner | *      | 9      | 9      | 15     |
| Häuser    | *      |        |        | 2      |
| Quelle    | [ 3 ]  | [ 5 ]  | [ 6 ]  | [ 7 ]  |

## Religion
Einzigenhof ist evangelisch-lutherisch geprägt und nach St. Veronika (Birk) gepfarrt.